# Martin Parr
Martin Parr (Epsom, Surrey, Engleska, Ujedinjeno Kraljevstvo, 23. svibnja 1952.) - britanski dokumentarni fotograf, fotoreporter i kolekcionar fotografskih knjiga. Poznat je po svojim fotografskim projektima s intimnim, satiričnim i antropološkim pogledom na aspekte modernog života. Naročito se bavi dokumentiranjem društvene klase u Engleskoj, i općenito bogatstvom zapadnog svijeta. Tema njegovih većih projekata bile su ruralne zajednice (1975. – 1982.), The Last Resort (1983. – 1985.), The Cost of Living (1987. – 1989.), Small World (1987. – 1994.) i Common Sense (1995. – 1999.).
Od 1994. Parr je član agencije Magnum Photos. Izdao je oko 40 fotografskih knjiga, te je sudjelovao u 80-ak izložaba u svijetu, uključujući međunarodnu putujuću izložbu ParrWorld, i retrospektivnu izložbu u centru Barbican u Londonu 2002.

## Život i karijera

### Privatni život
Parr je od svoje četrnaeste godine želio postati dokumentarni fotograf. Navodi svoga djeda, Georgea Parra, fotografa-amatera i člana Kraljevskog fotografskog društva, kao rani utjecaj. Oženio se Susan Mitchell i imaju jedno dijete, kćer Ellen Parr (rođenu 1986.).

### Fotograf
Parr o svojoj fotografiji:
Osnovna stvar koju stalno istražujem jest razlika između mitologije i stvarnosti mjesta. Sjetite se da stvaram ozbiljne fotografije prerušene u zabavu. To je dio moje mantre. Činim slike prihvatljivima da pronađem publiku, ali duboko unutra se zapravo puno toga događa što nije oštro upisano u vaše lice. Ako to želite pročitati, pročitat ćete.
Parrova estetika se sastoji u uporabi krupnog plana, makro objektiva i zasićenih boja, što je rezultat vrste filma i/ili uporabe prstenaste bljeskalice. To mu omogućava da stavi svoje subjekte "pod mikroskop" u njihovom vlastitom okolišu, dajući im prostora da izlože svoje živote i vrijednosti na način koji često uključuje nenamjeran humor. Njegova tehnika, prikazana u knjizi Signs of the Times: A Portrait of the Nation's Tastes (1991.), često ostavlja gledatelje s dvosmislenim emocionalnim reakcijama, nesigurnim u to da li da se smiju ili da plaču.

#### SveučilišteManchester Metropolitan(1970.–1973.)
Parr je studirao fotografiju na sveučilištu Manchester Polytechnic (sada Manchester Metropolitan) od 1970. do 1972. sa suvremenicima Danielom Meadowsom i Brianom Griffinom. Parr i Meadows su surađivali na različitim projektima, uključujući posao za lanac britanskih kampova Butlin's. Bili su dio novog vala dokumentarnih fotografa, "slobodnog britanskog grupiranja, koji su, iako si nikada nisu dali naziv, postali poznati pod nazivima 'Mladi britanski fotografi', 'Nezavisni fotografi' i 'Nova britanska fotografija'".

#### Ruralne zajednice, Zapadni Yorkshire, Greater Manchester i Irska (1975.–1982.)
Godine 1975. Parr se preselio u trgovište Hebden Bridge u zapadnom Yorkshireu, gdje je dovršio svoj prvi zreli rad. Sudjelovao je u radionici Albert Street, centru za umjetničko djelovanje koje je uključivalo tamnu komoru i izložbeni prostor. Parr je proveo pet godina fotografirajući ruralni život područja, usredotočujući se na metodističke (i neke baptističke) nonkonformističke kapele, žarišne točke za ljude u izoliranim poljoprivrednim gospodarstvima koja su se ranih 1970-ih počela zatvarati. Koristio je crno-bijeli film, prikladan zbog svoje nostalgične i promatračke prirode. Uz to su fotografi tog vremena bili obvezni raditi crno-bijele fotografije da bi ih se shvatilo ozbiljno, jer se fotografija u boji povezivala s komercijalnom fotografijom i fotografijom koja nastaje brzim okidanjem (engl. snapshot photography). Njegova serija fotografija The Non-Conformists je bila često izlagana u to vrijeme i izdana je kao knjiga 2013. Kritičar Sean O'Hagan je napisao za The Guardian: "Lako je zaboraviti kako je tiho pronicljivi Parr snimao crno-bijele fotografije.".
Godine 1980. Parr se oženio Susan Mitchell te su se zbog posla preselili na zapadnu obalu Irske. Uredio je tamnu komoru u gradu Boyleu u grofoviji Roscommon.
Parrovo prvo izdanje, Bad Weather, koje je objavio 1982. Zwemmer uz subvenciju Arts Councila, Calderdale Photographs (1984.) i A Fair Day: Photographs from the West Coast of Ireland (1984.), sve sadrže crno-bijele fotografije većinom sjeverne Engleske i Irske. Koristio je Leicu M3 s lećama od 35 mm, iako se za knjigu Bad Weather kratko prebacio na podvodnu kameru s bljeskalicom.

#### Radnička klasa,The Last Resort(1982.–1985.)
Godine 1982. Parr i njegova supruga su se preselili u grad Wallasey, te se tamo trajno prebacio na fotografiju u boju, inspiriran američkim fotografima, uglavnom Joelom Meyerowitzem, ali i Williamom Egglestonom i Stephenom Shoreom, i britanskim fotografima Peterom Fraserom i Peterom Mitchellom. Parr je napisao: "Također sam vidio razglednice Johna Hindea kad sam radio za Butlin's ranih 1970-ih, i jarke zasićene boje na njima su snažno utjecale na mene". Tijekom ljeta 1983., 1984. i 1985. fotografirao je ljude iz radničke klase na obali obližnjeg ljetovališta New Brighton. Te fotografije je objavio u knjizi The Last Resort: Photographs of New Brighton (1986.) i izlagao u Liverpoolu i Londonu.
Iako je John Bulmer bio pionir u dokumentarnoj fotografiji u boji u Britaniji, od 1965., Gerry Badger je napisao o knjizi The Last Resort:
 Teško je iz perspektive od gotovo četvrtine stoljeća podcijeniti [sic] važnost knjige The Last Resort, bilo u britanskoj fotografiji, bilo u karijeri Martina Parra. Za oboje je to predstavljalo veliku promjenu u osnovnom načinu fotografskog izričaja, od monokromatskog do boje, fundamentalnu promjenu tehnike koja je navijestila razvoj nove nijanse u dokumentarnoj fotografiji.
Karen Wright iz novina The Independent je napisala: "Neki kritičari su ga napali zbog pogleda na radničku klasu, ali promatrajući te radove jedino se vidi Parrovo nepokolebljivo oko koje vidi istinu društvene klase, koja prihvaća odmor u bilo kojem dostupnom obliku.".

#### Srednja klasa,The Cost of Living(1987.–1989.)
Godine 1985. Parr je dovršio zadatak za Arhiv dokumentarne fotografije u Manchesteru; fotografirao je ljude u supermarketima u Salfordu, Retailing in the Borough of Salford, koja se sada čuva u arhivu.
Godine 1987. se zajedno sa ženom preselio u Bristol, gdje još uvijek žive. Tijekom 1987. i 1988. dovršio je svoj sljedeći veliki projekt o srednjoj klasi, koja je u to vrijeme postajala sve više utjecajna pod tačerizmom. Fotografirao je srednju klasu u šopingu, na večerama i otvorenim danima škole, najviše u okolici Bristola i Batha na jugozapadu Engleske. Fotografije su objavljene u knjizi The Cost of Living (1989.) i izložene u Bathu, Londonu, Oxfordu i Parizu.
Njegova knjiga One Day Trip (1989.) sadrži fotografije Engleza na jednodnevnom izletu u jeftinu kupovinu u Francusku (engl. booze cruise), zadatak koji je dobio od agencije Mission Photographique Transmanche.

#### Masovni turizam,Small World(1987.–1994.)
Između 1987. i 1994. Par je putovao po inozemstvu da stvori svoju sljedeću veliku seriju fotografija, kritiku masovnog turizma, pod nazivom Small World 1995. Revidirano izdanje s dodatnim fotografijama je izašlo 2007. Fotografije su bile izlagane od 1995. do 1996. u Londonu, Parizu, Edinburghu i Palmi u Španjolskoj, te se otad izlažu na različitim lokacijama.
Parr je bio gostujući profesor fotografije na Višoj školi za umjetnost, dizajn i arhitekturu u Helsinkiju između 1990. i 1992.

#### Globalni konzumerizam,Common Sense(1995.–1999.)
Između 1995. i 1999. Par je stvorio seriju Common Sense o globalnom konzumerizmu. Common Sense je bila izložba od 350 otisaka i knjiga izdana 1999. sa 158 slika. Prvi put je izložena 1999., te postavljena istovremeno u 41 izložbeni prostor u sedamnaest zemalja. Slike prikazuju detalje konzumerističke kulture, te su namijenjene prikazivanju načina na koji se ljudi zabavljaju. Fotografije su snimljene ultrazasićenim filmom od 35mm radi živopisnih i pojačanih boja.

### AgencijaMagnum Photos
Parr se pridružio agenciji kao suradnik 1988. Glasovanje o njegovu izboru za punopravnog člana 1994. je bilo podijeljeno: fotograf Philip Jones Griffiths je tražio od drugih članova da ga ne prime. Parr je izabran dvotrećinskom većinom za jedan glas. Članstvo u Magnumu mu je pomoglo da radi na uredničkoj fotografiji (engl. editorial photography), i uredničkoj modnoj fotografiji za modnog dizajnera Paula Smitha, modnu kuću Louis Vuitton, Galerie du jour Agnès B i časopis Madame Figaro.
Godine 2014. Parr je izabran za predsjednika međunarodnog Magnum Photosa.

### Kolekcionar

#### Fotografske knjige
Parr je kolekcionar i kritičar fotografskih knjiga. Njegova suradnja s kritičarem Gerryjem Badgerom, The Photobook: A History (u tri toma), sadrži više od tisuću primjera fotografskih knjiga od 19. stoljeća do današnjeg dana. Bilo im je potrebno osam godina da dovrše prva dva toma. Mnogo je knjiga bilo posuđeno od Parra za izložbu japanskog fotografa Daida Moriyame u galeriji Tate Modern i izloženo u vitrinama.

#### Drugi predmeti
Parr također sakuplja razglednice, fotografije i različite druge predmete britanske i popularne kulture poput tapeta, satova s likom Saddama Husseina i reklamnih kartica s prostitutkama iz telefonskih govornica. I ovi su se predmeti iz Parrove kolekcije koristili kao osnova za knjige i izložbe. Od 1970-ih Parr je sakupio i objavio kričave razglednice koje su između 1950-ih i 1970-ih napravili John Hinde i njegov tim fotografa.

### Kustos
Parr je 2004. bio gostujući umjetnički direktor festivala fotografije Rencontres d'Arles, gostujući kustos izložbe New Typologies na njujorškom festivalu fotografije New York Photo Festival 2008. i gostujući kustos fotografskog bijenala u Brightonu 2010., koji je nazvao New Documents. Kritičar Sean O'Hagan iz The Guardiana: "U 2004. pozvali su ga organizatori godišnjeg Rencontres D'Arlesa da bude gostujući kustos. Festival iz te godine, svojim opsegom i ambicijom, ostaje standard prema kojem su se svi daljnji festivali Rencontres ocjenjivali."

### Film i televizija
Parr se okušao u snimanju televizijskih emisija, te dokumentarnih i ostalih filmova.
Od 1990. do 1992. Par je surađivao s Nickom Barkerom, snimajući fotografije za Barkerov film Signs of the Times.
Godine 1997. Par je počeo producirati vlastite televizijske dokumentarce s kompanijom Mosaic Films.
Godine 2003. Parr se pojavio u tri episode serije Imagine BBC One TV-a, od kojih je jedna bila posvećena njemu (epizoda The World According to Parr).
Parr je bio snimatelj u filmu It's Nice Up North (2006.) s komičarom Grahamom Fellows (u njegovom liku Johnu Shuttleworthu). Film je komični dokumentarac koji se snimao tijekom nekoliko godina na Shetlandu.
Godine 2007. Parr je sudjelovao u dokumentarcu BBC Foura The Genius of Photography, koji je u šest epizoda istraživao povijest fotografije. Godine 2008. bio je jedan od triju sudaca u seriji Channel 4 Picture This.
Godine 2014. Parr je snimio "Turkey and Tinsel", dokumentarac od 60 minuta o lažnom Božiću u malom gradiću u Engleskoj.

### Podučavanje
Godine 2004. Parr je imenovan profesorom fotografije na sveučilištu Wales u Newportu. Godine 2013. imenovan je profesorom fotografije na sveučilištu Ulsteru Belfastu. Ranije je radio kao gostujući predavač u koledžu za umjetnost i dizajn West Surrey.

## Kritike
Njemački kustos za fotografiju Thomas Weski:
Martin Parr je kroničar našeg doba... Odmor, potrošnja i komunikacija su koncepti koje je taj britanski fotograf istraživao sada već nekoliko desetljeća na svojim putovanjima po svijetu... Parr nam omogućava da vidimo stvari koje su nam se činile poznatima na sasvim novi način.
Dan Rule za The Age:
Parrov potpis je njegova sposobnost ne samo da izolira najizazovnije iz ljudskih detalja, nego i da uzdigne takve vizualne fragmente do onih šireg društvenog putokaza ili glifa.

## Nagrade
- 2004.: Profesor fotografije, Sveučilište Wales, Newport[5][50]
- 2005.: Počasni član Kraljevskog fotografskog društva (FRPS)[51]
- 2006.: Počasna diploma, Sveučilište kreativnih umjetnosti[52]
- 2008.: Medalja Kraljevskog fotografskog društva[53]
- 2008.: Doktor umjetnosti, počasna diploma, Sveučilište Manchester Metropolitan (MMU), za kontinuirani doprinos fotografiji i Mančesterskoj umjetničkoj školi[54]
- 2008.: Nagrada za životno djelo, PHotoEspaña[50]
- 2008.: Međunarodna nagrada Fotografskog društva Japana[55]
- 2014.: Izvanredno dostignuće u fotografiji, Amateur Photographer, London.[56]
- 2014.: Nagrada Lucie, Dostignuće u dokumentarnoj fotografiji, Zaklada Lucie[57][58]